# Meridiano 73 W
O meridiano 73 W é um meridiano que, partindo do Polo Norte, atravessa o Oceano Ártico, América do Norte, Oceano Atlântico, Mar das Caraíbas, América do Sul, Oceano Pacífico, Oceano Antártico, Antártida e chega ao Polo Sul. Forma um círculo máximo com o Meridiano 107 E.
Começando no Polo Norte, o meridiano 73º Oeste tem os seguintes cruzamentos:
| País, território ou mar | Notas |
| ----------------------- | --- |
| Oceano Ártico           | |
| Canadá                  | Ilha Ellesmere, Nunavut |
| Estreito de Nares       | |
| Gronelândia             | Ilha Sutherland |
| Baía de Baffin          | Passa a oeste da Ilha Hakluyt, Gronelândia |
| Canadá                  | Ilha Dexterity, Ilha Adams e Ilha de Baffin, Nunavut |
| Bacia de Foxe           | |
| Canadá                  | Ilha de Baffin, Nunavut |
| Estreito de Hudson      | |
| Canadá                  | Quebec |
| Estados Unidos          | Vermont Massachusetts Connecticut |
| Oceano Atlântico        | Estuário de Long Island |
| Estados Unidos          | Long Island, Nova Iorque |
| Oceano Atlântico        | |
| Bahamas                 | Ilha Mayaguana |
| Oceano Atlântico        | |
| Bahamas                 | Ilha Pequena Inagua |
| Oceano Atlântico        | Passa a leste da ilha Grande Inagua, Bahamas · Passa a oeste da ilha Tortuga, Haiti                                                                                          |
| Haiti                   | Ilha Hispaníola |
| Mar das Caraíbas        | Golfo de Gonâve |
| Haiti                   | Ilha Gonâve |
| Mar das Caraíbas        | Gulf of Gonâve |
| Haiti                   | Península Tiburon, ilha Hispaníola |
| Mar das Caraíbas        | |
| Colômbia                | |
| Venezuela               | |
| Colômbia                | |
| Peru                    | |
| Brasil                  | |
| Peru                    | |
| Brasil                  | |
| Peru                    | |
| Oceano Pacífico         | |
| Chile                   | |
| Golfo de Ancud          | |
| Golfo de Corcovado      | |
| Chile                   | Continente, Ilha Magdalena, e continente de novo |
| Argentina               | |
| Chile                   | Continente, Ilha Riesco e Ilha Santa Inés |
| Oceano Pacífico         | |
| Chile                   | Ilha Noir |
| Oceano Pacífico         | |
| Oceano Antártico        | |
| Antártida               | Ilha Alexandre I e parte continental - reclamada pela Argentina (Antártida Argentina), Chile (Província da Antártida Chilena) e Reino Unido (Território Antártico Britânico) |